# Xerox Star
L'estació de treball Xerox Star, coneguda oficialment com el Xerox 8010 Information System, va ser introduïda per Xerox Corporation el 1981. Va ser el primer sistema comercial a incorporar diverses tecnologies que avui s'han tornat comunes en els ordinadors personals, incloent-hi una pantalla de mapa de bits, amb una interfície gràfica d'usuari basada en finestres, icones, carpetes, ratolí, xarxa Ethernet, servidors de fitxers, servidors d'impressió i correu electrònic.
El nom «Star» tècnicament es refereix només al programari venut amb el sistema per al mercat d'ofimàtica. Les estacions de treball 8010 també es van vendre amb programari basat en LISP i Smalltalk, per al mercat d'investigació i desenvolupament de programari més petit.

## Història
La tecnologia en aquella època evolucionava molt ràpid, i això va permetre passar d'ordinadors amb 256 bytes de memòria a, per exemple, al Xerox Star, creat per Xerox Corporation. Aquest, a més, disposava d'una interfície gràfica força semblant a la de l'actualitat. El seu desenvolupament va suposar un gran avanç de la tecnologia.
Durant els anys 70, els ordinadors eren d'ús exclusiu per militars i universitaris, a més de tenir unes dimensions molt grans. En un principi, i durant aquesta dècada, Xerox era una companyia tecnològica que venia copiadores i que era mundialment coneguda. Una de les seves mirades al futur era que els ordinadors farien que les oficines s'automatitzaren.
Al Centre d'Investigació Xerox Palo Alto es va crear el Xerox Alto, un dels primers "ordinadors personals" creats a la història, el qual disposava d'un sistema molt revolucionari per l'època que utilitzava una interficie amb mapes de bits. Tot i així, el Xerox Alto era d'ús "exclusiu" pel personal de Xerox a causa de les grans dificultats que es presentaven a l'hora d'utilitzar-ho, és a dir, pensar en un ús personal, per exemple, d'una empresa externa, no era possible per la falta de coneixements tècnics que la societat tenia i que eren necessaris per poder entendre el sistema. Així doncs, Xerox va crear el SDD (System Development Departament) per tal que es desenvolupés un ordinador com el Xerox Alto, però que tingués certes qualitats per poder fer-ne ús d'ell en una empresa, una oficina, etc. El SDD va estar dirigit per David Liddle, el qual va començar a treballar al 1978 i, al 1982, tres anys més tard, Xerox Star va sortir públicament. El propi David Liddle va parlar sobre aquest procés: "Va començar amb l'anàlisi de tasques, tenint en compte un rang bastant ampli dels usuaris. A continuació, va arribar el treball de desenvolupar escenaris per a usos del producte imaginat basat en la tasca. Posteriorment, es va proposar un model per a una interfície gràfica d'usuari, que distingís acuradament tres aspectes: la visualització de la informació, els mecanismes de control o comandament i el model conceptual de l'usuari".
Durant un any, es va desenvolupar la idea amb molts tècnics, i es va crear el Red Book, on anaven apuntant tots els detalls del nou ordinador, al igual que les idees que es plantejaven. Va ser un procés lent, ja que volien arribar a un sistema el qual fos senzill d'entendre per aquelles persones alienes al món tecnològic. La frase "What You See Is What You Get"/ WYSIWYG ("El que veus és el que obtens") va ser com una mena de "lema" durant aquest procés al SDD, ja que abans d'això, les persones no podien visualitzar el que hi havia a la pantalla com realment sortiria un cop fos imprès. A partir del software interpress era possible imprimir allò que es veia a la pantalla, que no era més que un fons blanc amb lletres negres. La interfície del ordinador, però, s'assemblava molt a la dels ordinadors actuals, com per exemple els icones, que eren documents que es podien obrir si es fia "click" a sobre d'ells. També eren disponibles certes opcions a partir de fer el "click", com ara esborrar un document, copiar-ho... A més, gràcies al Red Book, tots els programes utilitzaven les mateixes ordres per les mateixes funcions, és a dir, hi havia uniformitat, fet que el Xerox Alto no tenia. El llenguatge de programació de l'ordinador es va denominar Mesa, i s'utilitzava pels objectes, és a dir, tots els elements de l'ordinador, ja siguin documents, caràcters, etc. Aquest llenguatge es va convertir en la Mòdula-2 i la Mòdula-3: una explicava les dades i la informació de cada objecte, mentre que l'altra feia el codi d'elles, amb tots els detalls i canvis que s'anaven produint.
Un dels problemes que va tenir el Xerox Star va ser amb el seu programari, ja que aquest era tan potent i rigorós que el mateix ordinador tardava més de 30 minuts a encendre's. Així doncs, es va desenvolupar una nova versió, Dandelion, la qual tenia molta més potència: 384KB de memòria RAM, un disc dur de 10MB, disquetera de 8 polzades, monitor monocrom de 17 polzades... Tot i així, les vendes van ser força baixes, degut al mercat i la falta d'adhesió, a més del seu elevat preu. Finalment, es van retirar del mercat. Tot i així, gràcies al Xerox Star, es van crear les bases de la informàtica moderna, a més de la gran influència que va generar a marques actuals com ara Apple o Windows alhora de desenvolupar els seus projectes. Un exemple és en Larry Tesler, el qual marxà a Apple per portar a terme el disseny del Lisa, o Simonyi, per fer el Word.